# Humoralna teorija
Humoralna teorija ili humoralna patologija je naziv za teoriju koja se razvila u antičko doba i držala da se ljudsko telo sastoji od četiri osnovna telesna soka (humora). Ti su sokovi tradicionalno bili: krv, sluz, crna žuč i žuta žuč. Prema toj teoriji bolesti su bile posledica neravnoteže među sokovima, a lečenje je moralo uspostaviti tu ravnotežu. Teoriju je prvi izneo grčki lekar i filozof Empedokle u drugoj polovini 5. veka pne. na osnovu učenja o četiri osnovna elementa od kojih se sastoje sve stvari. Teoriju je preuzeo Hipokrat, a kasnije sistematizovao Galen, da bi je preko srednjovekovnih arapskih lekara preuzeli evropski lekari. Ta je teorija dominirala evropskom medicinskom misli sve do 19. veka i nastanka savremene medicine.